# Ciprian Deac
Ciprian Ioan Deac (Bistrița, 16 febbraio 1986) è un calciatore rumeno, centrocampista del CFR Cluj.

## Caratteristiche tecniche
Esterno d'attacco - in grado di agire da trequartista grazie alla propria visione di gioco - abile negli inserimenti e a servire assist ai compagni.

## Carriera

### Club
Il 27 agosto 2010 lascia il Cluj, accordandosi per tre stagioni con lo Schalke 04. Esordisce con i tedeschi il 14 settembre contro l'Olympique Lione in UEFA Champions League, partita valida per la fase a gironi. Esce nella ripresa sostituito da Joel Matip. Il 19 settembre esordisce in Bundesliga contro il Borussia Dortmund. Complici alcune prestazioni sottotono viene relegato ai margini della rosa, terminando la stagione con solo 5 presenze.
Il 25 maggio 2011 passa in prestito al Rapid Bucarest. Il 30 maggio 2012 torna al CFR Cluj, firmando un accordo valido fino al 2015. Dopo un'esperienza di due anni in Kazakistan, il 17 gennaio 2017 torna per la terza volta al CFR Cluj.

### Nazionale
Esordisce in nazionale il 3 marzo 2010 contro l'Israele in amichevole, subentrando nella ripresa al posto di Dorin Goian. Il 14 agosto 2017 torna tra i convocati della nazionale dopo 6 anni di assenza, venendo chiamato dal CT Christoph Daum in vista degli impegni di qualificazione ai Mondiali 2018 contro Armenia e Montenegro.

## Statistiche

### Presenze e reti nei club
Statistiche aggiornate al 1º dicembre 2025.
| Stagione          | Squadra           | Campionato        | Campionato | Campionato | Coppe nazionali | Coppe nazionali | Coppe nazionali | Coppe continentali | Coppe continentali | Coppe continentali | Altre coppe | Altre coppe | Altre coppe | Totale | Totale |
| Stagione          | Squadra           | Comp              | Pres       | Reti       | Comp            | Pres            | Reti            | Comp               | Pres               | Reti               | Comp        | Pres        | Reti        | Pres   | Reti   |
| ----------------- | ----------------- | ----------------- | ---------- | ---------- | --------------- | --------------- | --------------- | ------------------ | ------------------ | ------------------ | ----------- | ----------- | ----------- | ------ | ------ |
| 2004-2005         | Unirea Dej        | L2                | 4          | 0          | CR              | 0               | 0               | -                  | -                  | -                  | -           | -           | -           | 4      | 0      |
| 2005-2006         | Unirea Dej        | L2                | 23         | 2          | CR              | 2               | 0               | -                  | -                  | -                  | -           | -           | -           | 25     | 2      |
| Totale Unirea Dej | Totale Unirea Dej | Totale Unirea Dej | 27         | 2          |                 | 2               | 0               |                    | -                  | -                  |             | -           | -           | 29     | 2      |
| 2006-2007         | CFR Cluj          | L1                | 11         | 0          | CR              | 0               | 0               | -                  | -                  | -                  | -           | -           | -           | 11     | 0      |
| 2007-gen. 2008    | CFR Cluj          | L1                | 10         | 0          | CR              | 1               | 0               | CU                 | 1                  | 0                  | -           | -           | -           | 12     | 0      |
| gen.-giu. 2008    | Oțelul Galați     | L1                | 15         | 2          | CR              | -               | -               | -                  | -                  | -                  | -           | -           | -           | 15     | 2      |
| 2008-2009         | CFR Cluj          | L1                | 18         | 2          | CR              | 2               | 1               | UCL                | 2                  | 0                  | -           | -           | -           | 22     | 3      |
| 2009-2010         | CFR Cluj          | L1                | 24         | 2          | CR              | 4               | 0               | UEL                | 6                  | 0                  | SR          | 1           | 0           | 35     | 2      |
| ago. 2010         | CFR Cluj          | L1                | 4          | 0          | CR              | 0               | 0               | UCL                | 0                  | 0                  | SR          | 1           | 1           | 5      | 1      |
| ago. 2010-2011    | Schalke 04        | BL                | 2          | 0          | CG              | 0               | 0               | UCL                | 3                  | 0                  | -           | -           | -           | 5      | 0      |
| 2011-2012         | Rapid Bucarest    | L1                | 30         | 9          | CR              | 5               | 2               | UEL                | 7                  | 1                  | -           | -           | -           | 42     | 12     |
| 2012-2013         | CFR Cluj          | L1                | 18         | 3          | CR              | 4               | 0               | UCL+UEL            | 1+0                | 0                  | SR          | 1           | 0           | 27     | 3      |
| 2013-2014         | CFR Cluj          | L1                | 28         | 6          | CR              | 1               | 0               | -                  | -                  | -                  | -           | -           | -           | 29     | 6      |
| 2014-2015         | CFR Cluj          | L1                | 18         | 2          | CR+CdL          | 1+0             | 0               | UEL                | 4                  | 0                  | -           | -           | -           | 23     | 2      |
| 2015              | Aqtöbe            | PL                | 5+10       | 0+1        | QK              | 1               | 0               | UEL                | 2                  | 0                  | -           | -           | -           | 18     | 1      |
| 2016              | Tobıl             | PL                | 22+9       | 0+2        | QK              | 1               | 0               | -                  | -                  | -                  | -           | -           | -           | 32     | 2      |
| gen.-giu. 2017    | CFR Cluj          | L1                | 4+10       | 2+4        | CR+CdL          | 1+0             | 0               | -                  | -                  | -                  | SR          | -           | -           | 15     | 6      |
| 2017-2018         | CFR Cluj          | L1                | 24+10      | 4+1        | CR              | 1               | 0               | -                  | -                  | -                  | -           | -           | -           | 35     | 5      |
| 2018-2019         | CFR Cluj          | L1                | 17+9       | 3+1        | CR              | 4               | 0               | UCL+UEL            | 2+0                | 0                  | SR          | 1           | 0           | 33     | 4      |
| 2019-2020         | CFR Cluj          | L1                | 15+10      | 7+7        | CR              | 0               | 0               | UCL+UEL            | 8+8                | 1+3                | SR          | 1           | 0           | 42     | 18     |
| 2020-2021         | CFR Cluj          | L1                | 24+10      | 10+3       | CR              | 0               | 0               | UCL+UEL            | 2+7                | 0+1                | SR          | 1           | 0           | 44     | 14     |
| 2021-2022         | CFR Cluj          | L1                | 29+10      | 8+2        | CR              | 1               | 0               | UCL+UEL+UECL       | 6+2+6              | 1+0+1              | SR          | 1           | 0           | 55     | 12     |
| 2022-2023         | CFR Cluj          | L1                | 27+4       | 5+1        | CR              | 2               | 0               | UCL+UECL           | 2+14               | 0+2                | SR          | 1           | 0           | 50     | 8      |
| 2023-2024         | CFR Cluj          | L1                | 23+10      | 2+1        | CR              | 4               | 0               | UECL               | 0                  | 0                  | -           | -           | -           | 37     | 3      |
| 2024-2025         | CFR Cluj          | L1                | 14         | 2          | CR              | 2               | 0               | UECL               | 5                  | 0                  | -           | -           | -           | 21     | 2      |
| 2025-2026         | CFR Cluj          | L1                | -          | -          | CR              | -               | -               | UEL                | -                  | -                  | SR          | -           | -           | -      | -      |
| Totale CFR Cluj   | Totale CFR Cluj   | Totale CFR Cluj   | 381        | 78         |                 | 28              | 1               |                    | 76                 | 9                  |             | 8           | 1           | 493    | 89     |
| Totale carriera   | Totale carriera   | Totale carriera   | 501        | 94         |                 | 37              | 3               |                    | 88                 | 10                 |             | 8           | 1           | 634    | 108    |

### Cronologia presenze e reti in nazionale
| Cronologia completa delle presenze e delle reti in nazionale ― Romania | Cronologia completa delle presenze e delle reti in nazionale ― Romania | Cronologia completa delle presenze e delle reti in nazionale ― Romania | Cronologia completa delle presenze e delle reti in nazionale ― Romania | Cronologia completa delle presenze e delle reti in nazionale ― Romania | Cronologia completa delle presenze e delle reti in nazionale ― Romania | Cronologia completa delle presenze e delle reti in nazionale ― Romania | Cronologia completa delle presenze e delle reti in nazionale ― Romania |
| Data                                                                   | Città                                                                  | In casa                                                                | Risultato                                                              | Ospiti                                                                 | Competizione                                                           | Reti                                                                   | Note                                                                   |
| ---------------------------------------------------------------------- | ---------------------------------------------------------------------- | ---------------------------------------------------------------------- | ---------------------------------------------------------------------- | ---------------------------------------------------------------------- | ---------------------------------------------------------------------- | ---------------------------------------------------------------------- | ---------------------------------------------------------------------- |
| 3-3-2010                                                               | Timișoara                                                              | Romania                                                                | 0 – 2                                                                  | Israele                                                                | Amichevole                                                             | -                                                                      | 46’                                                                    |
| 29-5-2010                                                              | Leopoli                                                                | Ucraina                                                                | 3 – 2                                                                  | Romania                                                                | Amichevole                                                             | -                                                                      | 76’                                                                    |
| 2-6-2010                                                               | Villach                                                                | Romania                                                                | 0 – 1                                                                  | Macedonia                                                              | Amichevole                                                             | -                                                                      | 68’                                                                    |
| 5-6-2010                                                               | Sankt Veit an der Glan                                                 | Romania                                                                | 3 – 0                                                                  | Honduras                                                               | Amichevole                                                             | -                                                                      | 82’                                                                    |
| 11-8-2010                                                              | Istanbul                                                               | Turchia                                                                | 2 – 0                                                                  | Romania                                                                | Qual. Euro 2012                                                        | -                                                                      | 77’                                                                    |
| 3-9-2010                                                               | Piatra Neamț                                                           | Romania                                                                | 1 – 1                                                                  | Albania                                                                | Qual. Euro 2012                                                        | -                                                                      |                                                                        |
| 7-9-2010                                                               | Minsk                                                                  | Bielorussia                                                            | 0 – 0                                                                  | Romania                                                                | Qual. Euro 2012                                                        | -                                                                      | 72’ 83’                                                                |
| 9-10-2010                                                              | Saint-Denis                                                            | Francia                                                                | 2 – 0                                                                  | Romania                                                                | Qual. Euro 2012                                                        | -                                                                      | 46’                                                                    |
| 17-11-2010                                                             | Klagenfurt                                                             | Romania                                                                | 1 – 1                                                                  | Italia                                                                 | Amichevole                                                             | -                                                                      | 90’                                                                    |
| 8-2-2011                                                               | Paralimni                                                              | Romania                                                                | 2 – 2 dts (4 – 6 dtr)                                                  | Ucraina                                                                | Amichevole                                                             | -                                                                      | 26’                                                                    |
| 26-3-2011                                                              | Zenica                                                                 | Bosnia ed Erzegovina                                                   | 2 – 1                                                                  | Romania                                                                | Qual. Euro 2012                                                        | -                                                                      | 85’                                                                    |
| 8-10-2017                                                              | Copenaghen                                                             | Danimarca                                                              | 1 – 1                                                                  | Romania                                                                | Qual. Mondiali 2018                                                    | 1                                                                      |                                                                        |
| 9-11-2017                                                              | Cluj-Napoca                                                            | Romania                                                                | 2 – 0                                                                  | Turchia                                                                | Amichevole                                                             | -                                                                      | 62’                                                                    |
| 24-3-2018                                                              | Netanya                                                                | Israele                                                                | 1 – 2                                                                  | Romania                                                                | Amichevole                                                             | -                                                                      | 61’                                                                    |
| 31-5-2018                                                              | Graz                                                                   | Romania                                                                | 3 – 2                                                                  | Cile                                                                   | Amichevole                                                             | 1                                                                      | 53’                                                                    |
| 5-6-2018                                                               | Ploiești                                                               | Romania                                                                | 2 – 0                                                                  | Finlandia                                                              | Amichevole                                                             | 1                                                                      | 64’                                                                    |
| 17-11-2018                                                             | Ploiești                                                               | Romania                                                                | 3 – 0                                                                  | Lituania                                                               | UEFA Nations League 2018-2019 - 1º turno                               | -                                                                      | 65’ 82’                                                                |
| 20-11-2018                                                             | Podgorica                                                              | Montenegro                                                             | 0 – 1                                                                  | Romania                                                                | UEFA Nations League 2018-2019 - 1º turno                               | -                                                                      | 82’                                                                    |
| 26-3-2019                                                              | Bucarest                                                               | Romania                                                                | 4 – 1                                                                  | Fær Øer                                                                | Qual. Euro 2020                                                        | 1                                                                      |                                                                        |
| 7-6-2019                                                               | Oslo                                                                   | Norvegia                                                               | 2 – 2                                                                  | Romania                                                                | Qual. Euro 2020                                                        | -                                                                      |                                                                        |
| 5-9-2019                                                               | Bucarest                                                               | Romania                                                                | 1 – 2                                                                  | Spagna                                                                 | Qual. Euro 2020                                                        | -                                                                      | 72’                                                                    |
| 15-10-2019                                                             | Bucarest                                                               | Romania                                                                | 1 – 1                                                                  | Norvegia                                                               | Qual. Euro 2020                                                        | -                                                                      |                                                                        |
| 15-11-2019                                                             | Bucarest                                                               | Romania                                                                | 0 – 2                                                                  | Svezia                                                                 | Qual. Euro 2020                                                        | -                                                                      | 46’                                                                    |
| 7-9-2020                                                               | Vienna                                                                 | Austria                                                                | 2 – 3                                                                  | Romania                                                                | UEFA Nations League 2020-2021 - 1º turno                               | -                                                                      | 40’                                                                    |
| 8-10-2020                                                              | Reykjavík                                                              | Islanda                                                                | 2 – 1                                                                  | Romania                                                                | Qual. Euro 2020                                                        | -                                                                      | 46’                                                                    |
| 14-10-2020                                                             | Ploiești                                                               | Romania                                                                | 0 – 1                                                                  | Austria                                                                | UEFA Nations League 2020-2021 - 1º turno                               | -                                                                      | 34’ 83’                                                                |
| Totale                                                                 |                                                                        | Presenze                                                               | 26                                                                     |                                                                        | Reti                                                                   | 4                                                                      |                                                                        |

## Palmarès

### Club

#### Competizioni nazionali
- Campionato rumeno: 6

CFR Cluj: 2009-2010, 2017-2018, 2018-2019, 2019-2020, 2020-2021, 2021-2022
- Coppa di Romania: 3

CFR Cluj: 2008-2009, 2009-2010,2024-2025
- Supercoppa di Romania: 4

CFR Cluj: 2009, 2010, 2018, 2020
- Coppa di Germania: 1

Schalke 04: 2010-2011